# Ove Hesselgren
Ove Gustaf Gabriel Hesselgren, född den 24 januari 1894 i Landskrona, död den 28 oktober 1977 i Stocksund, Danderyds församling, Stockholms län, var en svensk jurist.
Hesselgren, som var prästson, avlade studentexamen i Landskrona 1912 och juris kandidatexamen vid Lunds universitet 1916. Han genomförde tingstjänstgöring 1917–1920. Hesselgren blev assessor i hovrätten över Skåne och Blekinge 1924, hovrättsråd där 1930 och revisionssekreterare 1933 (tillförordnad 1927). Han var ordförande i Nedre justitierevisionen 1940–1943, häradshövding i Stockholms läns västra domsaga 1943–1948 och i Sollentuna och Färentuna domsaga 1948–1961. 
Hesselgren var ordförande, ledamot eller expert i ett flertal statliga utredningar. Han var ledamot av Medicinalstyrelsens vetenskapliga råd 1936–1964, av Veterinärstyrelsens vetenskapliga råd 1947–1964, av anstaltsnämnden vid Halmsjön 1948–1954, av fiskevärderingsnämnden för Stockholms med flera län 1951–1961, av poliskollegium för Stockholms län 1954–1961, vice ordförande i Svenska försäkringsbolagens skiljenämnd 1951–1967, ordförande i skiljenämnd enligt järnvägstrafikstadgan 1956–1964, styrelseledamot i Statens kriminaltekniska anstalt 1946–1964 och ledamot av Medicinalstyrelsens och Veterinärstyrelsens disciplinnämnd 1947–1964. 
Hesselgren publicerade Den nya semesterlagen (tillsammans med Yngve Samuelsson 1945, 13:e upplagan 1975). Han blev riddare av Nordstjärneorden 1933, kommendör av andra klassen av samma orden 1944 och kommendör av första klassen 1963. Hesselgren vilar på Hemmesdynge kyrkogård.